# Vanished
Vanished ist eine US-Krimiserie des „CSI“-Produzenten Josh Berman. Die Serie wurde nach neun Episoden in den USA abgesetzt. Die letzten 4 Episoden wurden auf myspace gestreamt. Die deutsche Fassung lief ab dem 19. Mai 2008 auf dem Pay-TV-Sender FOX Channel.

## Handlung
Sara Collins, die Frau eines Senators, verschwindet während einer Veranstaltung. Das FBI übernimmt die Ermittlungen. Was zunächst nach einem Entführungsfall aussieht, ist Teil einer verstrickten Verschwörung, deren Hintergründe und Geheimnisse erst von Folge zu Folge gelüftet werden.

## Episodenliste
- 1 – Pilot
- 2 – Der Tunnel
- 3 – Die Übergabe
- 4 – Vor der Flut
- 5 – Die Video-Übertragung
- 6 – Black Box
- 7 – Auferstehung
- 8 – Neuorientierung
- 9 – Hesekiel 40
- 10 – Die Zelle
- 11 – Der geheime Informant
- 12 – Saras Flucht
- 13 – Warm Springs